# Euryphagus miniatus
Euryphagus miniatus là một loài bọ cánh cứng trong họ Cerambycidae.